# Hipólito Yrigoyen (partido)
Pour les articles homonymes, voir Yrigoyen.
Hipólito Yrigoyen est un partido de la province de Buenos Aires dont la capitale est Henderson.